# Småholmen, Lojo
Småholmen, finska: Kaksiosaaret, är en ö i Finland. Den ligger i sjön Lojo sjö och i kommunerna Raseborg och Lojo och landskapet Nyland, i den södra delen av landet, 60 km väster om huvudstaden Helsingfors. Öns area är 0,1 hektar och dess största längd är 60 meter i öst-västlig riktning.